# Пі-Ридж (Арканзас)
Пі-Ридж (англ. Pea Ridge) — місто (англ. city) в США, в окрузі Бентон штату Арканзас. Населення — 6559 осіб (2020).

## Географія
Пі-Ридж розташоване за координатами 36°26′48″ пн. ш. 94°7′15″ зх. д. / 36.44667° пн. ш. 94.12083° зх. д. (36.446651, -94.120807).  За даними Бюро перепису населення США в 2010 році місто мало площу 19,12 км², з яких 19,11 км² — суходіл та 0,00 км² — водойми.

## Демографія
Згідно з переписом 2010 року, у місті мешкали 4794 особи в 1709 домогосподарствах у складі 1278 родин. Густота населення становила 251 особа/км².  Було 1887 помешкань (99/км²). 
Расовий склад населення:
| - 93,6 % — білих - 0,9 % — корінних американців - 0,7 % — чорних або афроамериканців - 0,3 % — азіатів - 2,5 % — осіб інших рас |

До двох чи більше рас належало 2,0 %. Іспаномовні складали 5,8 % від усіх жителів.
За віковим діапазоном населення розподілялося таким чином: 31,5 % — особи молодші 18 років, 58,6 % — особи у віці 18—64 років, 9,9 % — особи у віці 65 років та старші. Медіана віку мешканця становила 30,7 року. На 100 осіб жіночої статі у місті припадало 95,0 чоловіків;  на 100 жінок у віці від 18 років та старших — 91,0 чоловіків також старших 18 років.
Середній дохід на одне домашнє господарство  становив 55 593 долари США (медіана — 55 426), а середній дохід на одну сім'ю — 62 394 долари (медіана — 59 275). Медіана доходів становила 40 072 долари для чоловіків та 30 026 доларів для жінок. За межею бідності перебувало 13,9 % осіб, у тому числі 19,2 % дітей у віці до 18 років та 6,4 % осіб у віці 65 років та старших.
Цивільне працевлаштоване населення становило 2332 особи. Основні галузі зайнятості: роздрібна торгівля — 22,0 %, виробництво — 18,6 %, освіта, охорона здоров'я та соціальна допомога — 16,0 %.